# Martin Taylor (guitariste)
Pour les articles homonymes, voir Taylor et Martin Taylor (homonymie).
Martin Taylor (né le 20 octobre 1956) est un guitariste britannique de jazz qui a joué dans plusieurs groupes, et aussi en tant qu'accompagnateur, en particulier de Stéphane Grapelli. Il est surtout connu pour ses solos dans lesquels il joue simultanément la basse et l'accompagnement en plus de la mélodie.

## Biographie
Martin Taylor est né à Harlow dans l'Essex en Angleterre, dans une famille ayant un héritage musical de style manouche. Il reçoit sa première guitare à l'âge de 4 ans, de son frère, le bassiste William ‘Buck’ Taylor. Son père a souvent joué la musique du Quintette du Hot Club de France, et Taylor a été inspiré par le légendaire guitariste Django Reinhardt. À l'âge de huit ans il joue régulièrement dans le groupe de son père, et à 15 ans il quitte l'école pour essayer de devenir musicien professionnel.
C'est par l'intermédiaire de Ike Isaacs (en) qu'il rencontre Stéphane Grappelli, violoniste du quintette du Hot Club de France. Taylor a été invité à participer à quelques dates de tournée en Europe. Favorablement impressionné par son jeu, Grappelli l'a alors invité à rejoindre le groupe à plein temps. Il a alors joué et enregistré avec le français pendant les onze années suivantes, occupant la place auparavant tenue par Django. Son succès avec Grappelli lui donne alors plus de liberté dans sa carrière. Après les problèmes de santé de Grappelli, il met l'accent sur sa carrière solo.
D'après le générique de Milou en mai, les musiciens rassemblés autour de Stéphane Grappelli en 1989 sont Marc Fosset, Maurice Vander, Martin Taylor, Jack Sewing, Pierre Gossez et Marcel Azzola. Ils enregistrent la bande originale du film au studio de la Grande Armée.

## Influences
À part l'influence initiale de Django Reinhardt, les autres sources d'inspiration de Martin Taylor sont à rechercher parmi son mentor Ike Isaacs, Ted Greene (en), Kenny Burrell, Wes Montgomery et Joe Pass. Bien que Taylor soit inspiré par de nombreux guitaristes, musicalement il se sent proche des pianistes. Son approche de l'instrument est que la guitare devrait, comme le piano, être un instrument complet capable de jouer la basse, l'accompagnement et la mélodie.

## Discographie
- 1981 Skye Boat
- 1985 Acoustic Guitar Duets (avec Louis Stewart)
- 1987 Sarabanda
- 1990 Don't Fret
- 1991 Change of Heart
- 1992 Artistry
- 1993 Reunion (avec Stephane Grappelli)
- 1994 Spirit of Django
- 1995 Portraits (avec Chet Atkins)
- 1996 Years Apart
- 1996 Masterpiece Guitars: The Guitars of The Chinery Collection (collaboration avec Steve Howe)
- 1997 Two's Company
- 1997 Gypsy [live in UK in 1997]
- 1999 Kiss & Tell
- 2000 In Concert [live/solo from Pittsburgh, P.A. in 1997]
- 2000 Stepping Stones (sampler compilation by Linn Records)
- 2001 Nitelife
- 2002 Solo
- 2003 Gypsy Journey (avec Jermain Landsberger et Davide Petrocca)
- 2003 Masterpiece Guitar (avec Steve Howe)
- 2004 Sketches: A Tribute to Art Tatum (enregistré en 1984/1978)
- 2004 The Valley
- 2004 Spirit Of Django
- 2005 A Matter Of Time (avec Goldon Giltrap)
- 2007 Freternity
- 2008 1 a.m.
- 2008 Double Standards
- 2010 Last Train To Hauteville
- 2011 Two For The Road (avec Alan Barnes)
- 2011 Live At Wigmore Hall (avec David Grisman)
- 2011 Artistry
- 2012 One For The Road (avec Alan Barnes)
- 2012 First Time Together! (avec Frank Vignola et David Grisman)
- 2012 Eleven - Pearl Django
- 2012 Best Of Essential Years (avec Gordon Giltrap)
- 2013 The Colonel & The Governor (avec Tommy Emmanuel)
- 2014 I'll Be Home For Christmas (avec Alison Burns et James Taylor)
- 2014 One Day
- 2018 Worship
- 2019 Love Songs
- 2024 Songs For Nature (avec Alison Burns)